# 1636 Porter
1636 Porter (1950 BH) là một tiểu hành tinh vành đai chính được phát hiện ngày 23 tháng 1 năm 1950 bởi K. Reinmuth ở Heidelberg.